# Francis Tirkey
Francis Tirkey (* 24. Juli 1961 in Kolodiah) ist ein indischer römisch-katholischer Geistlicher und Bischof von Purnea.

## Leben
Francis Tirkey studierte Philosophie am St. Albert’s College in Ranchi und Theologie am interdiözesanen Priesterseminar St. Joseph’s in Mangalore. Einen weiteren Abschluss in Sozieldienstwissenschaft erwarb er am Coady International Institute im kanadischen Halifax. Am 17. Mai 1993 empfing er das Sakrament der Priesterweihe für das Bistum Dumka.
Nach der Priesterweihe war er zunächst in der Pfarrseelsorge und anschließend von 1994 bis 1997 als Verwalter des Social Development Centre in Dumka tätig. Von 1998 bis 1999 studierte er am St. Xavier’s College of Social Service in Ranchi und war seither bis zu seiner Ernennung zum Bischof Direktor des Social Service Centre in Purnea. Von 2004 bis 2007 war er zudem während der Sedisvakanz Diözesanadministrator des Bistums Purnea. Von 2007 bis 2021 war er Generalvikar des Bistums. Daneben war er ab 2007 Verantwortlicher des Bistums für das Kastenwesen und die Öffentlichkeitsarbeit; ab 2013 war er Diözesanverantwortlicher für die Seminaristen und ab 2015 auch für die soziale Kommunikation des Bistums.
Papst Franziskus ernannte ihn am 17. Februar 2024 zum Bischof von Purnea. Der Erzbischof von Patna, Sebastian Kallupura, spendete ihm am 4. April desselben Jahres auf dem Gelände der Kathedrale von Purnea die Bischofsweihe. Mitkonsekratoren waren der Bischof von Simdega, Vincent Barwa, und sein Amtsvorgänger Angelus Kujur SJ.